# Native advertising
Il Native advertising (o pubblicità nativa) è una forma di pubblicità sul world wide web che, per generare interesse negli utenti, assume l'aspetto dei contenuti del sito sul quale è ospitata. L'obiettivo è riprodurre l'esperienza-utente del contesto in cui è posizionata sia nell'aspetto che nel contenuto. Al contrario della pubblicità tradizionale, che distrae il lettore dal contenuto per comunicare un messaggio, il native advertising cala completamente la pubblicità all'interno di un contesto senza interrompere l'attività dell'utente, poiché assume le medesime sembianze del contenuto, diventandone parte, amplificandone il significato e catturando l'attenzione del potenziale consumatore.
Nello specifico, il Native Advertising è un metodo pubblicitario contestuale che ibrida contenuti e annunci pubblicitari all'interno del contesto editoriale dove essi vengono posizionati (sia dal punto di vista grafico sia dal punto di vista della linea editoriale), indicando chiaramente chi è l'inserzionista che 'sponsorizza' tale contenuto. Che il Native Advertising fosse sinonimo del Pubbliredazionale (che cerca di mascherare contenuti pubblicitari come articoli editoriali su prodotti o servizi) è attualmente oggetto di discussione.
In un articolo sulla prestigiosa Harvard Business Review, l'esperto di marketing Mitch Joel ha definito la Native Advertising come "un formato pubblicitario creato specificamente per un determinato media sia dal punto di vista del formato tecnico sia dal punto di vista del contenuto (la creatività)". L'obiettivo finale è quello di rendere l'annuncio pubblicitario meno intrusivo in modo che non interrompa la fruizione del contenuto che l'utente sta guardando, così da aumentare la percentuale di click e interazioni sull'annuncio.
L'approccio del Native Advertising ricorda in parte il Content marketing, anche se per quest'ultimo il fine è informativo piuttosto che promozionale. Lo sviluppo di internet e in particolare dei social media, ha modificato profondamente il rapporto tra consumatori e brand, per i quali la tradizionale strategia di marketing, denominata "interruption marketing", non è più efficace.
Nell'estate del 2008 Gruner + Jahr è il primo gruppo ad investire in maniera importante in questo settore con l'acquisizione di Ligatus per 18.75M di euro.
Negli Stati Uniti d'America esistono piattaforme di Native Advertising che servono siti differenti come ad esempio Nativo e Sharethrough oppure piattaforme proprietarie come Forbes' Brandvoice™ e WP BrandConnect del Washington Post. Anche il The New York Times, nella nuova veste grafica online dall'8 gennaio 2013, ha iniziato a sperimentare il native advertising con articoli sponsorizzati da Dell.
Nel Dicembre 2013 lo IAB, dopo aver costituito a Giugno una task force, pubblica un primo documento ufficiale sul Native Advertising - Native Advertising Playbook - che raggruppa in sei categorie gli annunci più diffusi (in Italia, il documento, chiamato Native Advertising – The Art of Making, è stato presentato in occasione dello IAB Seminar tenutosi a Milano in data 15 aprile 2015).

## I formati del native advertising
A seconda della piattaforma su cui vengono pubblicati gli annunci pubblicitari nativi, si possono distinguere diversi formati:
- Annunci nativi nel content marketing, cioè in un contesto redazionale: gli annunci sono posizionati all'interno di un sito web e sono in linea con gli argomenti trattati al suo interno. Tuttavia, gli articoli di questo tipo devono essere contrassegnati come "Contenuto sponsorizzato", "Pubblicità" o simili.
- Annunci pubblicitari sui social network: possono trovarsi all'interno del proprio feed e sono chiaramente riconoscibili come tali.
- Annunci nativi sui motori di ricerca: compaiono nell'ambito delle misure SEA e vengono mostrati in caso di ricerca di determinate parole chiave per le quali è in corso una campagna pubblicitaria.
- Advertorial: sono una forma particolare di annunci nativi e mirano alla promozione del marchio, invogliando i possibili acquirenti all'acquisto.
- Recommendation Widget o widget di raccomandazione: riviste e siti web possono scegliere di mostrare i propri annunci nativi in questo modo, integrandoli all'interno della loro pagina come se fossero una raccomandazione.[13]

I formati più noti di Native Advertising sono probabilmente i cosiddetti In-Feed Units quali i promoted tweets di Twitter o i promoted posts di Facebook.

## Dichiarazione pubblicitaria
Poiché la natura della pubblicità occulta è quella di fondersi con l'ambiente circostante, una chiara dichiarazione è ritenuta necessaria quando si utilizza una strategia di marketing nativa al fine di proteggere il consumatore dal rischio di essere ingannato e per aiutare il pubblico a distinguere tra contenuti sponsorizzati e contenuti regolari. Secondo la Federal Trade Commission, i mezzi di divulgazione possono includere indizi visivi, etichette e altre tecniche. Le pratiche più comuni consistono nell'utilizzo di etichette riconoscibili, come "Pubblicità", "Annuncio", "Promosso", "Sponsorizzato", "Partner in primo piano" o "Post Suggerito", nei sottotitoli, angoli o in basso agli annunci. Una tendenza diffusa in queste misure è menzionare il nome del marchio dello sponsor, come ad esempio "Promosso da [marca]", "Sponsorizzato da [marca]", o "Presentato da [marca]". Queste possono variare notevolmente a seconda della scelta del linguaggio da parte del pubblicatore (cioè, delle parole utilizzate per identificare la collocazione della pubblicità nativa).
Nel 2009, la Federal Trade Commission ha pubblicato le sue Linee guida per le approvazioni specificamente per aumentare la consapevolezza dei consumatori riguardo alle approvazioni e alle testimonianze nella pubblicità, date la crescente popolarità dei social media e dei blog.
La American Society of Magazine Editors (ASME) ha rilasciato linee guida aggiornate nel 2015, ribadendo la necessità per i pubblicatori di distinguere tra contenuti editoriali e pubblicitari. L'approccio dell'ASME raccomanda sia etichette per divulgare il patrocinio commerciale sia prove visive nel contenuto per aiutare l'utente a distinguere la pubblicità nativa dai contenuti editoriali.
Uno studio condotto da ricercatori dell'Università della California ha scoperto che anche la pubblicità nativa contrassegnata inganna circa un quarto dei soggetti del sondaggio. Nello studio, il 27% dei partecipanti pensava che giornalisti o redattori avessero scritto un annuncio pubblicitario per pillole dimagranti, nonostante la presenza dell'etichetta "Contenuto Sponsorizzato". Poiché la Federal Trade Commission può intraprendere azioni legali riguardanti pratiche che ingannano una significativa minoranza di consumatori, gli autori concludono che molte campagne di pubblicità nativa probabilmente violano la legge federale. Gli autori spiegano anche due teorie che mostrano perché la pubblicità nativa è ingannevole. Innanzitutto, la Schema (psicologia) suggerisce che gli advertorial ingannano inducendo i consumatori a non attivare il loro scetticismo innato verso la pubblicità. In secondo luogo, gli advertorial causano problemi di ingannevolezza basata sulla fonte conferendo al materiale pubblicitario l'autorità normalmente attribuita ai contenuti editoriali. La percentuale di riconoscimento rimane bassa nonostante l'aumento della diffusione della pubblicità nativa. Un articolo accademico pubblicato nel 2017 ha dimostrato che solo il 17% dei partecipanti poteva identificare la pubblicità nativa e, anche se i lettori erano preparati, quel numero aumentava solo al 27%. Inoltre, quando i lettori venivano informati sulla pubblicità occulta, la loro percezione delle pubblicazioni diminuiva.